# Pelusa Suero
Pedro Domingo Suero, más conocido como Pelusa Suero (11 de agosto de 1938), es un comediante, locutor y actor de voz argentino muy conocido por su trabajo (entre muchos otros) con Manuel García Ferré haciendo las voces de muchos de sus personajes (Larguirucho, El Profesor Neurus, Pucho, Gold Silver, El Comisario, El Chofer Gutiérrez, El Boxitracio, El Director del Museo, entre otros).

## Biografía
Nació en Buenos Aires en 1938. Pelusa siendo niño solía jugar con herramientas fabricándose y reparando sus propios juguetes; con el tiempo, esa habilidad le permitiría trabajar como reparador de guitarras en su pequeño taller casero.
Pedro estudió arquitectura y en su larga trayectoria se dedicó a diferentes profesiones, como publicitario, guionista, cantante, fotógrafo publicitario, técnico de grabación, actor, locutor y productor de eventos y materiales audiovisuales.

## Trayectoria artística
La música fue una constante en su vida desde niño, porque cuando tenía 3 años, su madre, pianista aficionada, le enseñaba a cantar las canciones del momento. A los 6 años fue convocado por el director del Coro de la Facultad de Derecho, Manuel Gómez Carrillo, donde cantaba su madre, para cantar un solo como 1a. voz blanca. Desde los 12 años formó un dúo vocal con un amiguito del barrio y luego un trío y finalmente, con la incorporación de Rodolfo Sciammarella (hijo), un cuarteto vocal. Cuando el padre de su amigo, Rodolfo Sciammarella (padre), prolífico autor de muchas obras musicales populares muy exitosas y de memorables "jingles" publicitarios y políticos de la época, descubrió la seriedad y vocación musical del cuarteto vocal de su hijo, inmediatamente los convocó para la grabación profesional de sus "jingles". Esta oportunidad marca el comienzo de la actividad profesional ininterrumpida de Pelusa Suero. A los 18 años con un quinteto vocal que dirigía Virgilio Expósito, integra la orquesta de 60 Profesores con los cantores solistas Aldo Campoamor y Carlos Acuña, que dirigía el maestro Mariano Mores, que permaneció durante dos temporadas en Radio Belgrano desde sus estudios de la calle Posadas. Con ese quinteto grabó en Emi Odeon la mayoría de los memorables temas que Mores presentó con esa gran orquesta. Más adelante, participó en un cuarteto vocal con la orquesta de Santos Lipesker en el exitosísimo programa La Revista Dislocada por Radio Splendid, donde tiene la oportunidad de iniciarse como guionista de sketches y como actor cómico. Al poco tiempo integra, en su segundo período, el trío Los Fernandos, primeros vendedores de boleros de la discográfica Emi Odeon.
Tras la disolución del trío, se dedica intensamente como músico de sesión en innumerables grabaciones de música popular, colaborando con importantes figuras como Waldo de los Ríos, Atilio Stampone, Chico Novarro, Santos Lipesker, Américo Belotto (padre), etc.
Desde 1960, se dedica a la actividad de productor, músico, cantante de "jingles" y diseñador de voces para personajes de dibujos animados y de ficción. En 1966 Pelusa diseña un personaje humorístico con el seudónimo de "Napoleón Puppy', con el que graba para el sello internacional CBS Columbia el tema El Trisagio del Soltero que cosechó un éxito fuera de lo común vendiendo 460.000 discos en el lapso de tres meses.
Así, desde la década de 1960 hasta el presente, su voz y su imagen figura en más de 6000 piezas publicitarias de primer nivel,
entre las que se recuerdan en apretada síntesis: "Momentito... Pluma...Pluma" para Tres Plumas, el Diablito de las cocinas y calefones Orbis, el Tigre Tony de Zucaritas Kellog's, la mayoría de las cucarachas, hormigas y mosquitos de Raid (desde hace más de 45 años y hasta el presente), el Indio de La Gotita Poxipol y en doblaje sincrónico la voz del Negro del Chocolate Águila, la voz del actor Jorge Martínez en la campaña de vajillas Durax y la voz de Don Caracoleone para Insecticidas Caracol (premio León de Plata en el festival de Cannes)... entre otros imposibles de detallar.
Como actor en vivo, Pelusa aparecía en la publicidad de cigarrillos Jockey Club (dirigida por Luis Puenzo) y doblaba la voz de actores y de los personajes animados más populares. Una de sus creaciones, el sonotipo de "Bardahl", alcanza el premio Martín Fierro1972 para Radio, así como en otros años integra los equipos realizadores de otros 8 comerciales publicitarios que accedieron a ese premio.

### Consolidación con García Ferré y carrera posterior
Suero es contratado por el dibujante y empresario Manuel García Ferré para realizar como autor el diseño de las voces de sus personajes, comenzando en la serie publicitaria de su personaje Anteojito, hasta que llegan Las aventuras de Hijitus, donde durante 7 años ininterrumpidos llegó a diseñar 16 personajes protagónicos (entre los que podemos mencionar: Larguirucho, Pucho, Serrucho, el Profesor Neurus, Gold Silver, el Comisario de Trulalá, el director del Museo, etc.) y muchos otros más, durante más de 45 años de relación, que completan una larguísima lista, incluso en los 6 largometrajes realizados por García Ferré. Las anécdotas vividas en la editorial García Ferré, en momento de poner la voz a los personajes, son un capítulo aparte que solo Pelusa, el sonidista Francisco Busso y Néstor D´Alessandro pueden contar para deleitar a los fanáticos y curiosos del mundo Ferré.
Pelusa también fue el autor de la voz del popular Clemente cuando su dibujante Carlos Loiseau Caloi lo llevó a la televisión en el mundial de fútbol de 1982.
También fue la voz de personajes en el programa de títeres políticos Canal K, en el programa infantil de títeres Los Muvis premio Martin Fierro entre otros.
Como actor cómico con su imagen en vivo, participó durante 5 años en varios éxitos televisivos de Gerardo Sofovich, como La peluquería del nieto de Don Mateo.
En toda esta prolífica historia ha pertenecido a elencos de trabajo publicitario merecedores de multitud de premios nacionales e Internacionales y ha recibido personalmente premios y reconocimientos de todo tipo, entre los que se destacan el Reconocimiento a la Trayectoria otorgado por la Universidad de Tucumán, la nominación como Personalidad Destacada de la Cultura por la Legislatura de la Ciudad de Buenos Aires y últimamente la nominación como Golden Brain otorgada por la Fundación Atacama (de publicidad). En el año 2014 en el Salón de los Pasos Perdidos del Honorable Congreso de la Nación recibió la distinción a la trayectoria del Centro de Estudios y Difusión de la Cultura Popular Argentina, entre otros.

## Obras

### Televisión
- Operación Ja-Já (programa, 1963)
- Las aventuras de Hijitus (serie, 1967)
- El club de Hijitus (programa, 1968)
- Mafalda, la serie animada (serie, 1972)
- El mundo de Calculín (programa, 1976)
- Las cartas de Larguirucho (microprograma, 1976)
- Clemente (serie, 1982)
- Canal K (programa, 1992)
- Las nuevas aventuras de Hijitus (serie, 1995)
- Los mundos de Uli (programa/serie, 2011)
- 2000-2004 Cine zeta

### Películas
- Mil intentos y un invento (1972)
- Trapito (1975)
- Los cuatro secretos (1976)
- Ico, el caballito valiente (1987)
- Manuelita (1999)
- Las alegrías de Pantriste (2000)
- Micaela, una película mágica (2002)
- Soledad y Larguirucho (2012)[2][3]